# Grand Theft Auto: San Andreas
Grand Theft Auto: San Andreas (okrajšava GTA San Andreas) je akcijsko-pustolovska videoigra iz leta 2004, ki jo je razvil studio Rockstar North in izdal Rockstar Games. Gre za sedmo igro iz serije Grand Theft Auto, po Grand Theft Auto: Vice City iz leta 2002. Igra je postavljena v izmišljeno državo San Andreas in spremlja Carla Johnsona (z vzdevkom CJ), ki se vrne domov po umoru svoje matere in ugotovi, da je njegova stara tolpa izgubila velik del svojega ozemlja. Med igro poskuša tolpo ponovno povezati, pri čemer se spopade s skorumpiranimi oblastmi in močnimi kriminalci ter postopoma razkrije resnico o umoru svoje matere.
Igra se igra iz perspektive tretje osebe, po svetu pa se igralec premika peš ali z vozilom. Zasnova odprtega sveta omogoča igralcu prosto pohajkovanje po San Andreasu, ki ga sestavljajo tri metropolitanska območja: Los Santos, San Fierro in Las Venturas, ki temeljijo na Los Angelesu, San Franciscu in Las Vegasu. Pripoved temelji na več resničnih dogodkih iz novejše zgodovine Los Angelesa, vključno z rivalstvom uličnih tolp Bloods in Crips, epidemijo cracka v devetdesetih, nemirih leta 1992 in rampartskim škandalom. Igra je izšla oktobra 2004 za PlayStation 2, leta 2005 pa za Windows in Xbox. V 2010. letih so izšle izboljšane različice, ki jim je leta 2021 sledila še prenovljena verzija.
Igra je prejela pohvale kritikov zaradi svojih likov, pripovedi, oblikovanja odprtega sveta in vizualne zvestobe modelom, vendar so se vrstili tudi mešani odzivi na zasnovo misij, tehnične težave in prikaz različnih ras. Veliko polemiko je sprožilo odkritje mini igre Hot Coffee, kjer je igralec odigral spolni odnos med glavnim likom in katerim od deklet. Več združenj je igri podelilo priznanja ob koncu leta in velja za eno najpomembnejših iger za šesto generacijo konzol, hkrati pa spada med najboljšime videoigre, ki so bile kdajkoli narejene. GTA San Andreas je postal najbolje prodajana videoigra leta 2004 in najbolje prodajana igra za PlayStation 2 z več kot 27,5 milijona prodanih izvodov. Njegov naslednik, Grand Theft Auto IV, je izšel aprila 2008.

## Igranje
Grand Theft Auto: San Andreas je akcijsko-pustolovska igra, ki se igra iz pogleda tretje osebe. V igri igralci nadzorujejo kriminalca Carla "CJ" Johnsona in opravljajo misije - linearne scenarije z nastavljenimi cilji - za napredovanje skozi zgodbo. Zunaj misij se lahko igralci prosto sprehajajo po odprtem svetu igre in opravljajo izbirne stranske misije. Večigralski način omogoča dvema igralcema, da se sprehajata po istem svetu. Izmišljena država San Andreas, ki sestavlja odprti svet, obsega tri metropolitanska območja: Los Santos, San Fierro in Las Venturas. Mesta se odklenejo ob napredku skozi zgodbo; letališča omogočajo teleportacijo med mesti z uporabo hitrega potovanja.  Varne hiše, razpršene po zemljevidu, je mogoče kupiti za shranjevanje igre in vozil.
Igralci lahko tečejo, plavajo in uporabljajo vozila za premikanje po svetu. Proti sovražnikom se borijo z napadi od blizu, strelnim orožjem in eksplozivom, vključena je tudi možnost uporabe dvojnega strelnega orožja in streljanja med vožnjo. Orožje lahko igralec kupi v lokalnih trgovinah s strelnim orožjem, dobi od mrtvih sovražnikov ali ga najde raztresenega po svetu. V boju je za natančnejše streljanje možno zaklepanje tarč.  Če igralci utrpijo škodo, se lahko njihov merilnik zdravja v celoti regenerira s pobiranjem src po svetu, neprebojni jopiči pa so uporabni za absorbiranje strelov in eksplozivne škode. Ko se zdravje popolnoma izčrpa in glavni lik umre, se ponovno pojavi zdrav pred bolnišnico. Če igralec zagreši kazniva dejanja, se lahko organi pregona odzovejo, kot kaže merilnik »iskanosti« na prikazovalniku. Zvezdice, prikazane na merilniku, označujejo trenutno želeno raven iskanosti; pri najvišji ravni šestih zvezdic se v pregon vključijo policijski helikopterji in vojska. Število zvezdic na merilniku se zniža in sčasoma izprazni, ko se igralec skrije iz vidnega polja policistov. V igri je na voljo več kot 180 vozil, vključno z avtomobili, motornimi kolesi, letali, čolni in vozili na daljinsko vodenje. Večino je mogoče opremiti z dodatki, kot so hidravlika, motorji z dušikovim oksidom (»nitro«) in ozvočenjem.
V svetu se lahko igralec bori za ozemlje tako, da napada člane konkurenčnih tolp; ozemlje je osvojeno, ko igralec preživi tri valove povračilnih sovražnikovih napadov. Osvojena ozemlja so podvržena občasnim napadom sovražnih tolp — treba jih je uspešno braniti, sicer jih igralec izgubi. Med prostim pohajkovanjem po svetu lahko igralec izvaja dejavnosti, kot so vlomi, gašenje požarov, zvodništvo, taksi prevozi in policijske akcije.  Uspešno opravljene naloge prinesejo denar, ki ga lahko igralec porabi za CJ-jeve dodatke, kot so oblačila, pričeske in tetovaže, kar predstavlja novost v tej seriji videoiger. Prehranjevanje in telesna dejavnost vplivata na CJ-jev videz in telesne lastnosti; prehranjevanje in vadba ohranjata zdravje, medtem ko izguba mišic zmanjšuje bojno učinkovitost. V telovadnicah v vsakem mestu se poučujejo trije stili rokoborbe – boks, kikboks in mešane borilne veščine.  Spoštovanje CJ-ja med člani tolpe je odvisno od njegovih dejanj in videza. Tudi sposobnosti, kot so vožnja, rokovanje s strelnim orožjem, zmogljivost pljuč, mišice in vzdržljivost se lahko s časom izboljšajo, kar odklene dodatne mehanike igre. CJ lahko tudi hodi na zmenke s šestimi različnimi dekleti, ki jih lahko pelje na večerjo, pijačo ali ples.

## Zgodba
Leta 1992 se po petih letih v Liberty Cityju gangster Carl »CJ« Johnson (Young Maylay) vrne v Los Santos po smrti mame, ki so jo ustrelili iz mimovozečega avtomobila. Prestreže ga skupina pokvarjenih policistov iz skupine C.R.A.S.H. pod vodstvom Franka Tenpennyja (Samuel L. Jackson), ki grozijo, da ga bodo vpletli v umor kolega policista, če ne bo sodeloval z njimi. CJ se vrne v domačo sosesko Grove Street in se ponovno združi s svojim bratom Seanom »Sweetom« Johnsonom (Faizon Love), sestro Kendl Johnson (Yolanda Whittaker) ter članoma svoje stare tolpe Big Smokeom (Clifton Powell) in Ryderjem (MC Eiht). Ko odkrije, da je njegova tolpa Grove Street Families (GSF) izgubila velik del svojega ozemlja, jo CJ vrne na oblast tako, da pomaga ponovno združiti različne frakcije GSF, ki so se razšle, in se poveže s Cesarjem Vialpandom (Clifton Collins Jr.), ki je fant sestre Kendl in vodja tolpe Varrios Los Aztecas. CJ in Cesar sta priča srečanju Big Smokea in Ryderja s Tenpennyjem in konkurenčno tolpo Ballas ter ugotovita, da sta slednja izdala GSF in sta odgovorna za umor CJ-jeve matere. Ugotovi, da so Sweeta zvabili v zasedo, zato mu CJ priskoči na pomoč v obračunu proti Ballasom.
Sweet, ki je bil ranjen v zasedi, je aretiran in zaprt, Tenpenny pa izžene CJ-ja na podeželje in ga prisili, da odstrani priče, ki vedo za koruptivne posle skupine C.R.A.S.H. CJ se spoprijatelji s hipijem po imenu The Truth (Peter Fonda) in vodjo kitajske tolpe Wu Zi Mu-jem (James Yaegashi). Sodeluje v uličnih dirkah in osvoji garažo v San Fierru, ki jo preuredi za služenje denarja. Takrat izve za sindikat Loco, mamilarsko navezo, ki sodeluje z Big Smokeom in Ryderjem. Ko se infiltrira v organizacijo, identificira njenega vodjo: skrivnostnega Mika Torena (James Woods). S pomočjo Cesarja in kitajske tolpe CJ ubije Ryderja in druge voditelje sindikata Loco ter uniči njihovo tovarno mamil. Napade tudi Torena, vendar ta preživi in stopi v stik s CJ-jem. Razkrije, da je vladni agent pod krinko, pri čemer CJ-ja prosi za pomoč pri več sumljivih operacijah v zameno za Sweetovo izpustitev iz zapora. Medtem CJ in Wu Zi Mu ustanovita igralnico v Las Venturasu in se spopadeta s konkurenčno igralnico, ki jo vodi italijanska mafija.
Po njegovi Sweetovi izpustitvi iz zapora brata Johnson oživita GSF, preženeta rivalske tolpe z njihovega ozemlja in obnovita njihovo oblast nad Los Santosom. Tenpennyja aretirajo in mu sodijo za več kaznivih dejanj, vendar obtožbe padejo zaradi pomanjkanja prič, kar povzroči nemire po vsem mestu. CJ kmalu odkrije Smokeovo skrivališče. V spopadu CJ zmaga in pred smrtjo mu Big Smoke prizna, da se je zapletel v sumljive posle zaradi želje po moči in denarju. Takrat se prikaže Tenpenny, ki ukrade denar, pridobljen s prodajo mamil in povzroči eksplozijo v stavbi, nato pa pobegne. Odpelje se z ukradenim gasilskim vozilom. CJ in Sweet mu sledita. Tenpenny na koncu izgubi nadzor nad vozilom in z njim zdrvi z mosta naravnost v sosesko Grove Street. CJ in njegovi prijatelji opazujejo, kako Tenpenny umira zaradi poškodb. Zatem CJ-jeva družina s prijatelji praznuje njihov uspeh v hiši Johnsonovih. Sredi praznovanja CJ odide pogledat sosesko.

## Razvoj
Rockstar North je začel razvijati GTA San Andreas po izdaji igre Grand Theft Auto: Vice City (GTA Vice City) oktobra 2002. Dve leti razvoja v primerjavi z enim letom za GTA Vice City je ekipi dalo več možnosti za eksperimentiranje in ponovno oceno prejšnjih iger. Producent Leslie Benzies je upal, da bo GTA San Andreas na novo opredelil serijo Grand Theft Auto in "revolucioniral odprto igranje in vrednote produkcije video iger". Igra The Warriors, ki naj bi jo Rockstar Games izdal leta 2004, je bila prestavljena na leto 2005, da bi za GTA San Andreas zagotovila dodatna sredstva. Ocenjeni proračun za novo igro iz serije Grand Theft Auto so ocenili pod 10 milijonov ameriških dolarjev.
Minimalne spremembe v samem bistvu vse od razvoja prve igre v seriji Grand Theft Auto (leta 1997) so razvijalcem pri podjetju Rockstar North omogočile seznanjenost s serijo.  Nekateri razvijalci so bili zaskrbljeni zaradi delovnih pogojev pri Rockstarju med razvojem GTA San Andreasa, saj si niso mogli vzeti ustreznega odmora po delu na igri GTA Vice City. Programer Gary Foreman se je bal, da je podjetje zašlo v "nenehni krč", saj so nekateri razvijalci delali po 17 ur na dan. Nekateri so se umaknili po nestrinjanju s predsednikom Rockstarja Samom Houserjem glede delovnih pogojev. Eden izmed dolgoletnih zaposlenih je dal odpoved zaradi nasprotovanja načinu prikazovanja Afroameričanov in bolj mračnemu in izkoriščevalskemu vzdušju v zadnjih Rockstarjevih izdelkih, zlasti GTA San Andreasu in prejšnji igri Manhunt iz leta 2003.

### Oblikovanje odprtega sveta
Obožujemo Los Angeles, njegovo vzdušje in ulično kulturo. Ta čas [zgodnja devetdeseta] v Los Angelesu je tako pomemben in že pred časom smo vedeli, da mora franšiza končati tam. Ustvarili smo vzhodno obalo ZDA v GTA III, nato Miami v osemdesetih v GTA: Vice City, tako da se je Los Angeles v zgodnjih devetdesetih zdel kot očiten kraj za nadaljevanje.

Dan Houser, v intervjuju za Electronic Gaming Monthly januarja 2005
Posamezna mesta države San Andreas navdihujejo resnične lokacije: Los Santos se zgleduje po Los Angelesu, San Fierro po San Franciscu in Las Venturas po Las Vegasu. Na začetku razvoja je ekipa odpotovala v vsako mesto z namenom raziskav in fotografiranja,  vključno z ozemljem tolp v Los Angelesu, za katerega je umetniški direktor Aaron Garbut menil, da ga bo težko prikazati brez izkušenj iz prve roke. Rockstarjeva raziskovalna skupina s sedežem v New Yorku je posnela na tisoče fotografij in videoposnetkov.  Svet v igri meri 36 kvadratnih kilometrov (14 kvadratnih milj) in je s tem približno štiri do šestkrat večji od sveta v igrah Grand Theft Auto III in GTA Vice City. Vsako posamezno mesto v San Andreasu je približno tako veliko kot celoten Vice City. Garbut se je soočal z večjimi težavami pri seznanjanju z zemljevidom San Andreasa kot pri njegovih predhodnikih. Ekipa je želela, da bi vsi elementi – vključno z ovitkom igre in trženjem – ohranili dosledno temo, da bi igralci imeli občutek, da je nova igra povezana s predhodnimi izdajami.
Benzies je menil, da sodelovanje razvijalcev z domačini iz Los Angelesa Estevanom Oriolom, Mister Cartoonom in DJ Poohom pomaga pri imitaciji mestne ulične kulture iz 90-ih let 20. stoletja. Ekipa je želela zagotoviti, da svet ne bo videti preveč kot "mesto igrač", niti preveč natančen posnetek, ampak bo iskal "globino" namesto kvantitativne velikosti. Garbut je želel, da igralci "občutijo, da se lahko kadar koli ustavijo in odkrijejo nove stvari". Lokacije v igri so bile navdihnjene z resničnimi območji, na primer predmestje Los Santosa se zgleduje po Comptonu v Kaliforniji, most v San Fierru pa po mostu Golden Gate. Ekipa je bila navdušena nad vključitvijo gora, gozdov in puščave - prvič v tej seriji videoiger. Griči San Fierra, ki so se zgledovali po tistih v bližini San Francisca, so bili namenjeni osredotočanju na vožnjo vozil v igri . Vožnja po odprtem podeželju se je s tehničnega vidika zgledovala po Rockstarjevi igri Smuggler's Run iz leta 2002.  Producent in soavtor zgodbe Dan Houser je menil, da je vrnitev v Los Santos v zadnjem delu igre omogočila igralcem, da so nanj gledali drugače, kot na začetku.
GTA: San Andreas je bil ustvarjen z uporabo igralnega mehanizma RenderWare.  Omogoča boljšo grafiko in obseg, s tem pa 35–50 % več poligonov na zaslonu, odsevov v realnem času, volumetrično razsvetljavo in edinstvene modele za dan in noč. Garbut je zapisal, da je svet zgrajen s približno 16.000 edinstvenimi predmeti in zgradbami.  Več modelov si deli en sam osnovni model z malo podrobnostmi, kar omogoča, da so slike sveta naložene takoj, ko igralci prečkajo zemljevid, namesto da bi jih prekinil zaslon za nalaganje, kot v igri GTA Vice City. Teksture so bile ustvarjene v visoki ločljivosti in pomanjšane za platforme, ki jih ne morejo sprocesirati. Preoblikovani sistemi so omogočali različne nabore osvetlitve za dan in noč. Mehanika vožnje je bila predelana glede na prisotnost bolj odprtih območij. Manhunt je bil navdih za vključitev možnosti, da se igralec prikrade za drug lik, prav tako pa tudi za mehaniko ciljanja z orožjem, ki je bila prilagojena formuli odprtega sveta. Napredek pri skriptiranju je omogočil nove funkcije v igri, ki niso bile prisotne v predhodnikih, na primer igre v casinojih.

### Zgodba in liki
Več zgodovinskih dogodkov je vplivalo na zgodbo, vključno s škandalom losangeleške policije Rampart, epidemijo cracka v devetdesetih, nemiri v Los Angelesu leta 1992 in rivalstvom med uličnima tolpama Bloods in Crips. Sam Houser je povedal, da je bil očaran nad videzom uličnih tolp in prestrašen zaradi njihovega vedenja. Pisci so skušali natančno prikazati nasilje tolp, ne da bi ga ob tem poveličevali. DJ Pooh je bil najet kot soavtor igre, ki bi jo sooblikoval iz perspektive Američana.  Na zgodbo so vplivali tudi hollywoodski filmi. Dan Houser je dejal, da si je ekipa ogledala "na stotine filmov, da bi privzela vzdušje Kalifornije". Razvijalci so se sklicevali na filme Boyz n the Hood (1991), Colors (1988) in Menace II Society (1993) kot navdih za zgodbo. Tudi za lokacije so dobili navdih iz različnih filmov: podeželje iz Deliverance (1972), San Fierro iz Bullitt (1968) in Las Venturas iz Casino (1995). Novinarji so identificirali tudi sklicevanja na druge filme, kot sta Juice (1992) in New Jack City (1991).
Medtem ko so zgodbe večinoma nepovezane, je GTA San Andreas sklenil trilogijo, ki se je začela z Grand Theft Auto III in je Rockstarju omogočila raziskovanje osemdesetih (GTA Vice City), devetdesetih (GTA San Andreas) in prvega desetletja 21. stoletja (GTA III). Ekipa je menila, da je bila v devetdesetih letih v zvezi z novicami in glasbo "svetovna pozornost usmerjena v Kalifornijo" in da se je to dobro preneslo v igro.  Dan Houser je dejal, da je bila kritika igre usmerjena k "širši nenavadnosti" ameriškega potrošništva in akcijskih filmov. Opazil je, da sta pisca zgodbe poskušala drug drugega preseči s humorjem. Ekipa je igralcem želela omogočiti svobodo odločanja, hkrati pa ohraniti zanimanje za zgodbo. Igra vključuje več kot 400 govornih igralcev in več kot 60 000 vrstic dialoga, vključno z več kot 7700 vrsticami za CJ-ja. S tem je podrla Guinnessov svetovni rekord za največjo glasovno zasedbo v video igri z 861-imi navedenimi igralci. Vsak od preostalih igralcev za vloge likov, ki jih ni možno igrati, je imel približno eno uro dialoga, v nasprotju z desetimi minutami v GTA Vice City.
Sam Houser je poiskal neznanega igralca za CJ-ja, saj se mu je zdela vloga Raya Liotte kot Tommyja Vercettija v igri GTA Vice City "konfliktna" zaradi podobnosti s prejšnjimi igralčevimi vlogami. Odločil se je za stranske vloge slavnih osebnosti, med drugim je Samuel L. Jackson nastopil kot Tenpenny. Houser je imel občutek, da je CJ zaradi širše neprepoznavnosti Younga Maylaya v zabavni industriji izpadel "zelo, zelo človeški". Rockstar je mladega Maylaya povabil na avdicijo, potem ko ga je slišal govoriti z DJ Poohom. Nekaj tednov po avdiciji je dobil vlogo, ki je predstavljala njegov prvi igralski nastop.  Maylay je čutil, da so mu razvijalci dali svobodo, da vstavi svojo osebnost v CJ-ja. Prizadevali so si, da bi bil CJ njihov "najbolj človeški" lik, s čimer bi zagotovili, da ima "najbolj intenzivno zgodbo okoli sebe", s tem pa bi se igralci lahko identificirali z njim.  DJ Pooh je CJ-ja primerjal s Tupacom Shakurjem v njegovi močni predanosti družini, vendar je imel tudi sposobnost, da ostane "hladnokrven", ko je to potrebno. Ekipa je menila, da je sposobnost prilagajanja CJ-jeve teže igralcem pomagala dati občutek, da imajo njihova dejanja posledice. Dan Houser je menil, da CJ-jeva prilagodljivost omogoča igralcem, da se bolje povežejo z liki. Osredotočenost na več skupnosti je spodbudila raznolikost Zahodne obale v 90-ih letih 20. stoletja.

### Glasba
Rockstar je sodeloval z glasbeno založbo Interscope Records ob ustvarjanju seznama skladb, ki se predvajajo v igri. Radio v igri vključuje enajst radijskih postaj z dvajsetimi DJ-ji – vključno z Axlom Roseom, Chuckom D-jem in Georgeom Clintonom – ter več kot trikrat toliko licenčnimi pesmimi in izvirnimi oglasi kot v Grand Theft Auto III. Funkcije radia so bile prenovljene. Namesto ponavljajočih se zvokov je vsaka postaja postala dinamična, kar je omogočilo naključni vrstni red skladb, natančne vremenske napovedi in napovedi novic, pomembnih za zgodbo. Michael Hunter je zložil glavno temo igre. Pri Interscope Records sta izšla dva albuma pesmi za igro: album z dvema ploščama novembra 2004 in paket z osmimi ploščami decembra istega leta. Različice igre po izdaji za PlayStation 2 so vsebovale dodatno radijsko postajo, ki omogoča predvajanje glasbe po meri - tiste, ki jo uvozi igralec.

## Izid in promocija
Oktobra 2003 je Rockstarjeva matična družba Take-Two Interactive napovedala, da bo naslednja igra iz serije Grand Theft Auto izšla v tretjem četrtletju leta 2004 in spodbudila špekulacije o patentiranju igre GTA San Andreas decembra istega leta. Rockstar je igro napovedal marca 2004, izid pa je bil planiran 19. oktobra za Severno Ameriko oziroma 22. oktobra za Evropo. Prve podrobnosti in posnetki zaslona so bili objavljeni na dogodku E3 maja 2004 skupaj z naslovnico v Game Informerju, ki so ji julija sledila še druge slike. Rockstar je predstavil uradno spletno stran in prvi napovednik avgusta 2004, drugega pa septembra istega leta. V istem mesecu je Take-Two napovedal preložitev izida igre na 26. oktober v Severni Ameriki oziroma 29. oktober v Evropi ter razkril, da bo verzija za Windows izšla v začetku leta 2005. Rockstar je konec leta 2004 naročil ročno poslikane oglase za GTA San Andreas po vsem svetu. Eden v Melbournu je leta 2020 ostal delno viden.
Oktobra 2004 so hekerji razkrili zgodnjo različico igre. Rockstar je zatrdil, da bo "agresivno nadaljeval s to zadevo" iskanja storilcev in je prosil za informacije. Igra je bila izdana za PlayStation 2 oktobra 2004. Posebna izdaja je izšla za PlayStation 2 8. oktobra 2005 in je vsebovala Rockstarjev prvi dokumentarni film Sunday Driver o avtomobilskem klubu lowriderjev v Comptonu. Vključeval je tudi The Introduction, videoposnetek iz igre, ki je bil najprej na voljo na DVD-ju z zvočnimi posnetki igre. 21-minutni video prikazuje dogodke pred tistimi v igri. V posnetku med drugim nastopajo CJ, Sweet, Big Smoke, Ryder in Tenpenny. GameSpot je film priporočil oboževalcem serije. Chris Carle iz IGN-a je užival v glasovni igri, vendar se mu je zdela pripoved neprivlačna in je menil, da sam film ni vreden nakupa posebne izdaje. Capcom je igro izdal na Japonskem 25. januarja 2007.

## Sprejem

### Odziv kritikov
| Agregator  | Ocena  |
| ---------- | ------ |
| Metacritic | 95/100 |

| Publikacija               | Ocena   |
| ------------------------- | ------- |
| Electronic Gaming Monthly | 10/10   |
| Eurogamer                 | 9/10    |
| Game Informer             | 10/10   |
| GameRevolution            | A       |
| GameSpot                  | 9.6/10  |
| GameSpy                   | 100/100 |
| IGN                       | 9.9/10  |
| PALGN                     | 9/10    |

Grand Theft Auto: San Andreas je glede na zbiralnik ocen Metacritic prejel "splošno priznanje" kritikov. Na tem spletnem mestu je še zmeraj peta najbolje ocenjena igra za PlayStation 2. Daniel Dawkins iz PSM2 ga je razglasil za "najpopolnejše, edinstveno vesolje v zgodovini konzol" po The Legend of Zelda: Ocarina of Time (1998) in "najboljša zabava, ki jo lahko ponudi igranje konzol". Andrew Reiner iz Game Informerja je to označil za "zabavo v njenem najboljšem sijaju", Miguel Lopez iz strani GameSpy pa je zapisal, da ga opomni, zakaj igra igre: "da se osvobodi omejitev realnosti in raziskuje živeče, dihajoče svetove".
Več recenzentov je menilo, da je svet v GTA San Andreas izboljšan v primerjavi s predhodniki in so pohvalili osredotočenost na podrobnosti v njegovih območjih in likih. Jeremy Dunham iz IGN-a je navedel razlike v vremenu v posameznih mestih kot vrhunec tega. Jeremy Parish z 1Up.com je menil, da je to "najbolj popolno, zapleteno in podrobno okolje, ki je bilo kdaj izdelano za igro", ob čemer je hvalil zapletenost avtocestnega sistema in družbeno dinamiko. Lopez iz GameSpy-a je pohvalil njegovo natančno imitacijo ameriške zahodne obale. Kritiki so menili, da je grafika izboljšana v primerjavi s tisto v GTA Vice City, zlasti glede animacij, listja, svetlobe in vremenskih učinkov. Chris Sell iz strani PALGN jo je označil za "eno najbolj vizualno vpojnih iger doslej". Kritika je bila usmerjena na tehnične težave igre, pri čemer je več recenzentov naletelo na pojavna okna in nestabilno hitrost sličic. Nekateri so menili, da je igra potisnila strojno opremo PlayStationa 2 do njenih meja.
Reiner iz Game Informerja je ocenil igranje kot dramatično izboljšavo v primerjavi s predhodniki iz serije. Dawkins iz PSM2 je ugotovil, da se misije le redko ponavljajo in da igra uravnoteži težavnost misij s komedijo. Joe Dodson iz GameRevolutiona je pohvalil svobodo, zagotovljeno igralcem, medtem ko je Parish iz 1Up.com menil, da je bila improvizacija iz prejšnjih iger odstranjena. Dan Hsu iz Electronic Gaming Monthly je zapisal, da bi lahko izboljšali igro z možnostjo razvejanih poti v igri. Charles Herold iz New York Timesa je ugotovil, da struktura igre zmanjšuje užitek v njenih misijah, pri čemer morajo igralci v primeru neuspeha prevoziti dolge razdalje in ponovno predvajati dolgotrajne prizore. S tem so se strinjali tudi drugi. Nekateri recenzenti so kritizirali bojno ciljanje (čeprav so priznali uporabnost samodejnega ciljanja) ter kontrole letenja, dirkanja, radijsko kontroliranega avtomobila in mini iger. Dodatek elementov igranja vlog je bil pohvaljen zaradi svoje preprostosti, subtilnosti in učinkovitosti, čeprav je Parish na 1Up.com obsodil nekatere statistične predpogoje misij.
Številni kritiki so menili, da je zgodba igre najboljša v seriji do tedaj, kar je Kristan Reed iz Eurogamerja pripisal osredotočenosti na dialog in prizorišče, tako v prizorih kot izven njih. Matt Miller iz Game Informerja je užival v posmehu moderni kulturi v pripovedi. Nekateri recenzenti so zgodbo primerjali s hollywoodskimi filmi in podobno popularno kulturo. Dawkins iz PSM2 je menil, da finale »prekaša zbrano delo« filmskih ustvarjalcev Jerryja Bruckheimerja in Dona Simpsona. Kritiki so pohvalili igralsko zasedbo, zlasti Younga Maylaya, Samuela L. Jacksona, Jamesa Woodsa in Davida Crossa. John Davison iz Official U. S. PlayStation Magazine je zapisal, da je CJ "verjetno eden najbolj dobro razvitih in verodostojnih likov iz videoiger, kar jih je bilo kdaj ustvarjenih" zaradi njegove večplastne osebnosti in realističnega vedenja. Parish iz 1Up.com se je strinjal, vendar je menil, da je CJ-jeva prijazna narava naredila njegova dejanja v igri manj verjetna, kar je pripisal problemu, ki bi ga morda lahko zaobšli z razvejano pripovedjo.
Nekateri kritiki so igro kritizirali zaradi ohranjanja rasnih stereotipov. Esther Iverem iz Seeing Black's je obsodila celotno serijo, ker "potrjuje ... sprejeto karikaturo", namesto da bi poučevala o pomenu spoštovanja in strpnosti. Dean Chan je menil, da je sprememba protagonista serije iz Tommyja (italijanskega Američana) v CJ-ja (Afroameričana) brez spodkopavanja arhetipov naredila "sokrivca za patologizacijo in fetišizacijo rase". Paul Barrett je ugotavljal, da neupoštevanje in dekontekstualizacija struktur institucionalnega rasizma nakazujeta, "da so težave, ki jih doživljajo Afroameričani, posledica individualnega neuspeha", kar je podkrepljeno s konceptom, da lahko beli igralci preprosto izkusijo "črno identiteto".  Študija revije Games and Culture je pokazala, da mladinske skupine "ne sprejemajo pasivne vsebine igre'': beli igralci so izrazili zaskrbljenost zaradi rasnih stereotipov, medtem ko so jo afroameriški igralci uporabili »kot okvir za razpravo o institucionalnem rasizmu«. Rachael Hutchinson je menila, da je igra prinaša »kritičen razmislek o rasnem konfliktu v Ameriki" in ugotovila, da je več kritik temeljilo na omejenih ogledih namesto na celotni zgodbi. Pri Kotakuju so bili mnenja, da bi lahko nekatere interakcije v igri prikazali kot odsotnost rasizma, na primer pogovor med liki brez prilagajanja lastnega besedišča ali komentiranja besedišča drugih. Parish iz 1Up.com je pohvalil sklicevanje na napad na Rodneyja Kinga in prefinjeno omenjanje dirke v južnem osrednjem Los Angelesu. David J. Leonard je menil, da so politiki in zakonodajalci bolj zaskrbljeni zaradi nasilne in spolne vsebine igre kot zaradi njenih rasnih stereotipov.

#### Izdaji za Windows in Xbox
| Agregator  | Ocena  | Ocena  |
| Agregator  | PC     | Xbox   |
| ---------- | ------ | ------ |
| Metacritic | 93/100 | 93/100 |

| Publikacija | Ocena  | Ocena  |
| Publikacija | PC     | Xbox   |
| ----------- | ------ | ------ |
| GamePro     | 4.5/5  | 4.5/5  |
| GameSpot    | 9/10   | 9.2/10 |
| GameSpy     | 5/5    | 5/5    |
| GameZone    | 9.2/10 | 9.6/10 |
| IGN         | 9.3/10 | 9.5/10 |
| PALGN       | 9/10   | 8.5/10 |

Izdaji za Windows in Xbox, ki sta izšli junija 2005, sta prejeli "splošno priznanje" kritikov glede na ocene na strani Metacritic. GTA: San Andreas je postal druga najbolje ocenjena igra za Windows leta 2005 (za Civilization IV) in tretja najbolje ocenjena igra za Xbox, za igrama Ninja Gaiden Black in Tom Clancy's Splinter Cell: Chaos Theory.
Matt Keller iz PALGN-a je menil, da je izdaja za Windows najboljša različica igre. Recenzenti so pohvalili izboljšano grafiko, zlasti podrobne teksture in modele, večjo razdaljo izrisanja podrobnosti in izboljšano hitrost sličic, čas nalaganja in izravnavo, čeprav so bili nekateri mnenja, da je grafika za platformo zastarela. Keller je ugotovil, da je povečana gostota prebivalstva izboljšala celotno atmosfero sveta v igri. Kontrole za miške in tipkovnice so bile na splošno hvaljene kot izboljšava v primerjavi s konzolnimi različicami in prejšnjimi izdajami iger za Windows, zlasti med bojevanjem, čeprav so bili odzivi na krmiljenje med vožnjo in razporeditev tipk na tipkovnici mešani. Pohvala je bila namenjena radiu po meri ter tudi fizični embalaži igre in priročniku. Nekateri kritiki so izpostavili pomanjkanje sprememb v strukturi misij, nekateri pa so naleteli tudi na tehnične težave, kot so nenadna in velika zaostajanja.
Eduardo Zacarias iz GameZone-a je izdajo za Xbox označil za "dokončno različico igre", Will Tuttle iz GameSpy-ja pa je menil, da je boljša od izvirnika. Več recenzentov je pohvalilo izboljšana sredstva, odseve, sence in čase nalaganja, kot tudi dodatek radijske postaje po meri in način ponovnega predvajanja videoposnetka igranja, čeprav je Tuttle menil, da je slednje nesmiselno brez možnosti shranjevanja videoposnetkov. Nekateri kritiki so bili mnenja, da kontrole niso bile izboljšane od izvirnika, drugi pa so menili, da je ta izdaja slabša od originala, čeprav je Jeff Gerstmann iz GameSpot-a cenil analogne možnosti krmiljenja med vožnjo za Xbox. Nekatere tehnične težave so se še občasno pojavljale, vključno s pojavnimi okni in nedoslednimi hitrostmi sličic. Nekateri ocenjevalci so se pritoževali zaradi pomanjkanja pomembnih grafičnih izboljšav.

#### Mobilna verzija
| Agregator  | Ocena  |
| ---------- | ------ |
| Metacritic | 84/100 |

| Publikacija  | Ocena  |
| ------------ | ------ |
| IGN          | 8.3/10 |
| Pocket Gamer | 4.5/5  |
| TouchArcade  | 5/5    |
| Digital Spy  | 3/5    |

Mobilna različica igre je prejela "na splošno ugodne" ocene glede na stran Metacritic. Eli Hodapp s spletne strani TouchArcade jo je ocenil za "najboljšo igro, kar jih je kdaj bilo", medtem ko je Scott Nichols s strani Digital Spy menil, da je ta verzija "lahko najslabši način za izkušnjo" igre. Priporočal je, naj le igralci z novejšo mobilno strojno opremo razmislijo o nakupu. Cena igre je znašala 6,99 ameriških dolarjev, kar so kritiki pohvalili.
Ocenjevalci so pohvalili grafične izboljšave, vključno s povečano razdaljo izrisovanja okolice, izboljšanimi hitrostmi sličic in časi nalaganja ter izboljšanimi modeli, odsevi, sencami in izboljšano osvetlitvijo, čeprav je Leif Johnson iz IGN-a ugotovil, da so teksture ostale zastarele, nekateri kritiki pa so naleteli na tehnične težave, kot je npr. pojavno okno. Nichols iz Digital Spy-ja je pohvalil dodatek kontrolnih točk za shranjevanje sredi misije, Hodapp iz TouchArcade-a pa je izpostavil oblak za shranjevanje napredka kot najboljšo lastnost mobilne verzije te igre. Odzivi na kontrole so bili na splošno pozitivni. Kritiki so menili, da je opazen napredek v primerjavi z mobilnimi verzijami prejšnjih iger iz te serije, čeprav so se tudi strinjali, da je igranje z igralnim pripomočkom izboljšalo izkušnjo in bolje posnemalo izvirne različice.

### Nagrade
San Andreas je osvojil štiri nagrade od skupno petih nominacij na prireditvi Spike Video Game Awards, vključno z igro leta, najboljšo akcijsko igro in najboljšo moško človeško vlogo, ki jo je osvojil Jackson za vlogo Tenpennyja. Prejel je štiri nominacije za nagrade Britanske akademije za filmsko in televizijsko umetnost na področju iger in pet nominacij za podelitev nagrad po izboru razvijalcev iger. Po poročanju The Guardiana so razvijalci GTA: San Andreasa s slednje prireditve predčasno odšli, potem ko niso osvojili ničesar. Osvojili so pet nagrad na podelitvi Golden Joystick Awards, vključno z naslovom ultimativne igre leta in nagrad za najboljšega protagonista (Hero - osvojil lik CJ-ja) in antagonista (Villain - osvojil lik Tenpennyja) igre. Prejeli so tudi šest nominacij za podelitev nagrad Interactive Achievement, kjer so zmagali v kategorijah za izjemne dosežke na področju zvoka in akcijsko-pustolovske igre leta za konzole.
Revija GamesMaster je GTA: San Andreas razglasila za najboljšo igro leta 2004, pri PSM pa so jo uvrstili na drugo mesto. Dobila je nagrado za najboljšo igro leta za PlayStation 2 in najboljšo igro znotraj igre (za bazen) s strani Electronic Gaming Monthly, od GameSpota pa za najboljšo igro za PlayStation 2, najboljšo akcijsko pustolovsko igro, najboljšo glasovno igro in najbolj zabavno igro. IGN jo je razglasil za najboljšo akcijsko igro in igro z najboljšo zgodbo za PlayStation 2. Pri PSM so ji podelili nagrado za najboljšo igro za ponovno igranje in najboljšo glasovno igro.
| Nagrada                         | Datum        | Kategorija                                     | Prejemnik/Nominiranec                                                                | Rezultat    | Vir     |
| ------------------------------- | ------------ | ---------------------------------------------- | ------------------------------------------------------------------------------------ | ----------- | ------- |
| British Academy Games Awards    | 1. 3. 2005   | Najboljša igra                                 | Grand Theft Auto: San Andreas                                                        | nominiran/a | [ 124 ] |
| British Academy Games Awards    | 1. 3. 2005   | Akcijska igra                                  | Grand Theft Auto: San Andreas                                                        | nominiran/a | [ 124 ] |
| British Academy Games Awards    | 1. 3. 2005   | Animacija                                      | Grand Theft Auto: San Andreas                                                        | nominiran/a | [ 124 ] |
| British Academy Games Awards    | 1. 3. 2005   | PS2                                            | Grand Theft Auto: San Andreas                                                        | nominiran/a | [ 124 ] |
| British Academy Games Awards    | 1. 3. 2005   | Nagrada po izboru bralcev Sunday Times za igre | Grand Theft Auto: San Andreas                                                        | nominiran/a | [ 124 ] |
| Game Audio Network Guild Awards | 10. 3. 2005  | Najboljša uporaba licencirane glasbe           | Craig Conner, Tim Sweeney                                                            | Osvojil/a   | [ 138 ] |
| Game Audio Network Guild Awards | 10. 3. 2005  | Najboljši dialogi                              | Dan Houser                                                                           | Osvojil/a   | [ 138 ] |
| Game Developers Choice Awards   | 9. 3. 2005   | Najboljša igra                                 | Grand Theft Auto: San Andreas                                                        | nominiran/a | [ 125 ] |
| Game Developers Choice Awards   | 9. 3. 2005   | Odličnost zvoka                                | Craig Conner, Allan Walker                                                           | nominiran/a | [ 125 ] |
| Game Developers Choice Awards   | 9. 3. 2005   | Dizajn igre                                    | Leslie Benzies, Adam Fowler, Aaron Garbut, Sam Houser, Alexander Roger, Obbe Vermeij | nominiran/a | [ 125 ] |
| Game Developers Choice Awards   | 9. 3. 2005   | Zgodba                                         | Dan Houser, James Worrall                                                            | nominiran/a | [ 125 ] |
| Golden Joystick Awards          | 5. 11. 2004  | Najbolj želena igra za božič                   | Grand Theft Auto: San Andreas                                                        | Osvojil/a   | [ 139 ] |
| Golden Joystick Awards          | 4. 11. 2005  | Ultimativna igra leta po izboru Nuts Magazine  | Grand Theft Auto: San Andreas                                                        | Osvojil/a   | [ 127 ] |
| Golden Joystick Awards          | 4. 11. 2005  | Igra leta za PlayStation 2                     | Grand Theft Auto: San Andreas                                                        | Osvojil/a   | [ 127 ] |
| Golden Joystick Awards          | 4. 11. 2005  | Najboljša glasba za igro leta 2005             | Grand Theft Auto: San Andreas                                                        | Osvojil/a   | [ 127 ] |
| Golden Joystick Awards          | 4. 11. 2005  | Junak leta 2005                                | Carl "CJ" Johnson                                                                    | Osvojil/a   | [ 127 ] |
| Golden Joystick Awards          | 4. 11. 2005  | Negativec leta 2005                            | Tenpenny                                                                             | Osvojil/a   | [ 127 ] |
| G-Phoria                        | 29. 7. 2005  | Najboljša licencirana glasba                   | Grand Theft Auto: San Andreas                                                        | Osvojil/a   | [ 140 ] |
| G-Phoria                        | 29. 7. 2005  | Igra leta                                      | Grand Theft Auto: San Andreas                                                        | nominiran/a | [ 141 ] |
| G-Phoria                        | 29. 7. 2005  | Najboljša akcijska igra                        | Grand Theft Auto: San Andreas                                                        | nominiran/a | [ 141 ] |
| G-Phoria                        | 29. 7. 2005  | Najboljša moška glasovna vloga                 | Samuel L. Jackson                                                                    | nominiran/a | [ 141 ] |
| G-Phoria                        | 29. 7. 2005  | Najboljša moška glasovna vloga                 | Young Maylay                                                                         | nominiran/a | [ 141 ] |
| G-Phoria                        | 29. 7. 2005  | Najljubši lik                                  | Carl Johnson CJ                                                                      | nominiran/a | [ 141 ] |
| Interactive Achievement Awards  | 1. 2. 2005   | Igra leta za konzole                           | Grand Theft Auto: San Andreas                                                        | Osvojil/a   | [ 128 ] |
| Interactive Achievement Awards  | 1. 2. 2005   | Izjemen dosežek v izboru glasbe                | Grand Theft Auto: San Andreas                                                        | Osvojil/a   | [ 128 ] |
| Interactive Achievement Awards  | 1. 2. 2005   | Igra leta                                      | Grand Theft Auto: San Andreas                                                        | nominiran/a | [ 128 ] |
| Interactive Achievement Awards  | 1. 2. 2005   | Igra leta za konzole                           | Grand Theft Auto: San Andreas                                                        | nominiran/a | [ 128 ] |
| Interactive Achievement Awards  | 1. 2. 2005   | Izjemen dosežek v oblikovanju igre             | Grand Theft Auto: San Andreas                                                        | nominiran/a | [ 128 ] |
| Interactive Achievement Awards  | 1. 2. 2005   | Izjemen dosežek v oblikovanju lika ali zgodbe  | Grand Theft Auto: San Andreas                                                        | nominiran/a | [ 128 ] |
| Spike Video Game Awards         | 14. 12. 2004 | Igra leta                                      | Grand Theft Auto: San Andreas                                                        | Osvojil/a   | [ 123 ] |
| Spike Video Game Awards         | 14. 12. 2004 | Najboljša moška vloga                          | Samuel L. Jackson kot Frank Tenpenny                                                 | Osvojil/a   | [ 123 ] |
| Spike Video Game Awards         | 14. 12. 2004 | Najboljša akcijska igra                        | Grand Theft Auto: San Andreas                                                        | Osvojil/a   | [ 123 ] |
| Spike Video Game Awards         | 14. 12. 2004 | Najboljša glasba                               | Grand Theft Auto: San Andreas                                                        | Osvojil/a   | [ 123 ] |
| Spike Video Game Awards         | 14. 12. 2004 | Oblikovalec leta                               | Sam Houser in Rockstar North                                                         | nominiran/a | [ 142 ] |

## Prodaja
Grand Theft Auto: San Andreas je bil prodan v 4,5 milijonih izvodov v prvem tednu in je za 45 % presegel Grand Theft Auto: Vice City. V Združenih državah Amerike so prodali 2,06 milijona enot v šestih dneh po izidu in v prvem tednu ustvarili 235 milijonov ameriških dolarjev prihodkov. Novembra so prodali 1,5 milijona enot, kar skupaj predstavlja 3,6 milijona prodaj. Analitiki so opazili, da je igra skupaj z igro Halo 2 tej industriji pomagala do 11 % višje prodaje namesto 21 % znižanja. V Združenem kraljestvu je bil po ocenah prodan v 677 000 izvodih in je zaslužil približno 24 milijonov funtov v dveh dneh, s čimer je postavil rekord za največ prodanih izvodov med vikendom. V devetih dneh so prodali več kot milijon izvodov, kar je prineslo 35 milijonov funtov zaslužka, s čimer je postal najhitreje prodajana igra v državi. V Avstraliji je bila prodana v več kot 58 000 izvodih v prvem vikendu in tako postala enajsta najbolje prodajana igra v državi.
Michael Pachter iz podjetja Wedbush Morgan je ocenil, da je igra prinesla približno 285 milijonov ameriških dolarjev bruto dobička v treh mesecih in da bo ustvarila 400 milijonov ameriških dolarjev dohodka od svetovne prodaje do konca leta. GTA: San Andreas je bila leta 2004 najbolje prodajana igra s 5,1 milijona prodanih izvodov v Združenih državah Amerike in več kot 1,75 milijona prodanih izvodov v Združenem kraljestvu. Postala je tudi osma najbolj dobičkonosna igra leta 2005 v ZDA. Igra je ob izidu na Japonskem zasedla vrh lestvice, saj je bila v prvem tednu prodana v več kot 227.000 enotah. Ostala je najbolje prodajana igra v ZDA do aprila 2008 z več kot 8,6 milijona prodanih izvodov in najbolje prodajana igra za PlayStation 2 s 17,33 milijona prodanih enot do leta 2009. Svetovna prodaja je do marca 2005 dosegla 12 milijonov izvodov, 21,5 milijona do aprila 2008 in 27,5 milijona do leta 2011. Spada med najbolje prodajanimi igrami vseh časov.

## Kontroverznost kode "Vroča kava"
Razvojna ekipa je omejila načrtovano goloto in spolno vsebino, da bi izpolnila zahteve za oceno "Za odrasle" ("Mature") s strani Odbora za ocenjevanje programske opreme za zabavo (Entertainment Software Rating Board - ESRB). Namesto da bi odstranili vsebino, so jo naredili nedostopno igralcem. Nekateri igralci so odkrili kodo v izdaji za PlayStation 2, eden izmed njih, Patrick Wildenborg, pa je ugotovil, kako omogočiti kodo po izdaji različice za Windows. To spremenjeno kodo je objavil na spletu pod imenom "Hot Coffee" ("Vroča kava") po evfemizmu, uporabljenem v igri, in je bila v štirih tednih prenesena več kot milijonkrat.
Odkritje kode je povzročilo pravne težave za Rockstar in Take-Two; oba sta o zadevi večinoma molčala. ESRB je igro po preiskavi ponovno ocenil kot "Samo za odrasle" ("Adults Only"), medtem ko je bila igra v Avstraliji prepovedana, dokler ni bila odstranjena eksplicitna vsebina. Rockstar in Take-Two sta prejela opozorilo Zvezne komisije za trgovino, ker nista razkrila obsega prisotne grafične vsebine, medtem ko so bili v skupinski tožbi obtoženi, da so zavajali stranke, ki so verjele, da je vsebina igre v skladu z oceno "Za odrasle". Zaradi "Vroče kave" je ESRB napovedal globe do 1 milijona dolarjev za razvijalce iger, ki niso razkrili obsega svoje grafične vsebine.

## Zapuščina
Kritiki so se strinjali, da spada GTA: San Andreas med najpomembnejše igre v šesti generaciji igralnih konzol in med najboljše igre, ki so jih kdaj naredili. Rockstar je vzpostavil novo kontinuiteto pripovedi za serijo s konzolami sedme generacije, pri čemer se je bolj osredotočil na realizem in podrobnosti. Z Grand Theft Auto IV (2008) se je ekipa osredotočila na povečanje količine in podrobnosti zgradb, odstranitev mrtvih točk in nepomembnih prostorov, da bi omogočila "bolj osredotočeno izkušnjo" kot pri GTA: San Andreas. Poudarek na realizmu in globini se je nadaljeval z Grand Theft Auto V, pri čemer je razvojna ekipa preoblikovala Los Santos in izključila San Fierro in Las Venturas. Dan Houser je menil, da je bila razvojna ekipa z vključitvijo treh mest v GTA: San Andreas omejena glede tega, kako učinkovito lahko posnemajo Los Angeles. Garbut je menil, da so tehnične omejitve igri preprečile, da bi pravilno zajela Los Angeles, zaradi česar je ta deloval kot "ozadje ali nivo igre z naključno mrgolečimi pešci" in ga je dejansko obravnaval kot izhodišče za razvoj igre Grand Theft Auto V.
Nekaj izsekov iz igre je postalo pogost internetni meme, na primer obsežno naročilo hitre hrane Big Smokea leta 2016 in ena od prvih izjav CJ-ja v igri: »Ah shit, here we go again.« (»Ah, sranje, pa smo spet tam.«) aprila 2019. Misija v zgodnji fazi igre "Wrong Side of the Tracks" je postala opazna zaradi svoje težavnosti. Izjava Big Smokea v primeru, da je igralec ne opravi uspešno - »All we had to do, was follow the damn train, CJ!« (»Vse, kar sva morala storiti, je bilo slediti prekletemu vlaku, CJ!«) – velja za ikonično frazo in je kasneje omenjena v Grand Theft Auto V. Znano je, da igralci, ki znajo preoblikovati kodo, pogosto vstavljajo CJ-ja v druge igre, kot so Dark Souls (2011), The Legend of Zelda: Breath of the Wild (2017) in Street Fighter 6 (2023).

### Izdaje za različne konzole
Grand Theft Auto: San Andreas je bil izdan za Windows in Xbox 7. in 10. junija 2005 v Severni Ameriki oziroma Evropi in je podpiral višje ločljivosti zaslona, večjo razdaljo risanja okolice in podrobnejše teksture. Različica za Xbox je bila izdana za Xbox 360 20. oktobra 2008 kot del zbirke Xbox Originals, različica za PlayStation 2 pa je izšla še za PlayStation 3 11. decembra 2012 kot del zbirke PS2 Classics. Izdaja za Xbox Originals je bila zamenjana z izboljšano različico kot del praznovanja desete obletnice izida igre 26. oktobra 2014 in je vključevala višjo ločljivost, izboljšano razdaljo risanja okolice, nov menijski vmesnik in dosežke. Izdaja za PS2 Classics je bila nadomeščena s to izboljšano različico 1. decembra 2015. Različica za PlayStation 2 je bila izdana za konzolo PlayStation 4 5. decembra.
Grand Theft Auto: San Andreas je bil skupaj s predhodnikoma Grand Theft Auto III in Grand Theft Auto: Vice City združen v kompilaciji z naslovom Grand Theft Auto: The Trilogy, izdani v Severni Ameriki za Xbox 8. oktobra 2005, PlayStation 2 4. decembra 2006 in Mac OS X 12. novembra 2010. Prenovljena različica te trilogije s podnaslovom The Definitive Edition je bila izdana za Nintendo Switch, PlayStation 4, PlayStation 5, Windows, Xbox One in Xbox Series X/S 11. novembra 2021 ter za Android in iOS 14. decembra 2023. Origininalne različice iger so bile odstranjene s strani digitalnih prodajalcev v pripravah na izdajo kompilacije The Definitive Edition, vendar so bile pozneje ponovno dane v prodajo na strani Rockstar Store.
Mobilno izdajo igre, ki so jo razvili v War Drum Studios, so izdali za naprave iOS 12. decembra 2013, Android 19. decembra, Windows Phone 27. januarja 2014 in Fire OS 15. maja 2014. Izdaja je vsebovala posodobljeno grafiko, sence in modele likov ter vozil. Oktobra 2021 je Meta Platforms objavila, da je v razvoju različica igre za navidezno resničnost (VR) za Quest 2 podjetja Video Games Deluxe. Po izidu igre za Meta Quest 3 oktobra 2023 so igralci dvomili o nadaljnjem razvoju različice VR in so nekateri sumili, da je bil morda na tihem preklican. Avgusta 2024 so pri Meti objavili, da je bil razvoj zaustavljen za nedoločen čas.